# Sabin Berthelot
Sabin Berthelot (Marselha, 4 de abril de 1794 - Santa Cruz de Tenerife, 10 de novembro de 1880) foi um filósofo, naturalista e botânico francês.
Entrou na Marinha e participou nas Guerras Napoleónicas, vivendo parte de sua vida nas Ilhas Canárias, desempenhando o cargo de cônsul francês em Tenerife.
Escreveu a História Natural de Canárias e dirigiu o jardim botânico de La Orotava.
A espécie Anthus berthelotii foi nomeada em sua homenagem pelo seu amigo Carl Bolle.

## Abreviatura
A abreviatura Berth é utilizada para indicar a Sabino Berthlot como autoridade na descrição e classificação cientifica dos vegetais.

## Obras
- Philip Barker Webb, Sabin Berthelot: L'Histoire Naturelle des Îles Canaries. Paris, 1835-49.
- Les Guanaches (1841, 1845)
- La Conquète des canaries (1879)
- Antiquités Canariennes (1879)